# Der Regen fällt
Singles de LaFee
Scheiss Liebe
(2009) Ich bin
(2011)
Der Regen fällt (La pluie tombe) est une chanson de la chanteuse allemande de rock LaFee. Elle a été écrite par Bob Arnz, Gerd Zimmermann et LaFee pour son deuxième album studio, Jetzt erst recht, sorti en 2007, et une nouvelle version de la chanson a été publiée en tant que single principal de son album compilation Best of: LaFee, sorti en 2009.
LaFee a aussi chanté une version anglaise de la chanson, Lonely Tears, qui est sortie en 2008 sur l'album Shut Up.

## Liste des pistes
Voici les formats et les listes de titres des principales versions de Der Regen fällt.
- 2009 CD version two-track edition

1. "Der Regen fällt 2009" – 3:54
2. "Der Regen fällt (Akustik Goodbye Mix 2009)" – 2:54